# Ha Seung-ri
Ha Seung-ri (9 de enero de 1995) es una actriz surcoreana, quien debutó como actriz infantil.

## Carrera
Debutó como actriz infantil en la serie Trap of Youth, que le granjeó gran popularidad.
En 2022 interpretó el papel de Jang Ha-ri en la serie de Netflix Estamos muertos. Para preparar su personaje, una joven miembro del club de tiro con arco, Ha Seung-ri recibió un intenso entrenamiento de varios meses en el equipo de tiro con arco Hyundai Mobis.

## Filmografía

### Serie de televisión
| Año  | Título                                                  | Rol                                | Red           | Notas             |
| ---- | ------------------------------------------------------- | ---------------------------------- | ------------- | ----------------- |
| 1999 | Trap of Youth                                           | Kang Hye-rim                       | SBS           |                   |
| 1999 | Waves                                                   |                                    | SBS           |                   |
| 2000 | Legends of Love                                         |                                    | SBS           |                   |
| 2000 | Doctor Doctor                                           |                                    | iTV           |                   |
| 2000 | MBC Best Theater – Etiquette About Love                 | Yeol-mae                           | MBC           |                   |
| 2000 | Ajumma                                                  |                                    | MBC           |                   |
| 2000 | I Want to Keep Seeing You                               |                                    | SBS           |                   |
| 2001 | Law of Marriage                                         |                                    | MBC           |                   |
| 2001 | Open Drama Man and Woman – Santa Dad                    | Haeng-soon                         | SBS           |                   |
| 2002 | MBC Best Theater – Until Winter                         | Eun-seo                            | MBC           |                   |
| 2002 | Glass Slippers                                          | Kim Yoon-hee (joven) / Lee Sun-woo | SBS           |                   |
| 2002 | Whenever the Heart Beats                                |                                    | KBS2          |                   |
| 2003 | MBC Best Theater – Paper Airplane                       | Ha-neul                            | MBC           |                   |
| 2003 | Nonstop 3                                               |                                    | MBC           |                   |
| 2003 | Open Drama Man and Woman – 납량특집 제1탄 은지          | Eun-ji                             | SBS           |                   |
| 2004 | The Age of Heroes                                       | Chun Tae-hee (joven)               | MBC           |                   |
| 2004 | Drama City – Our Ham                                    | Choi Hyun-ji                       | KBS2          |                   |
| 2005 | My Love Toram                                           | Kim Eun-bi                         | SBS           |                   |
| 2005 | Winter Child                                            | Noh Gong-joo                       | EBS           |                   |
| 2006 | Yeon Gae So Moon                                        | Kim Bo-hee (joven)                 | SBS           |                   |
| 2006 | Drama City – Picnic                                     | Seo Jin-joo                        | KBS2          |                   |
| 2007 | Bad Woman, Good Woman                                   | Song Jin-ah                        | MBC           |                   |
| 2008 | Amnok River Flows                                       | Choi Moon-ho (joven)               | SBS           |                   |
| 2009 | What's for Dinner?                                      | Jung Eun-ji                        | MBC           |                   |
| 2010 | Bread, Love and Dreams                                  | Goo Ja-kyung (joven)               | KBS2          |                   |
| 2010 | I Am Legend                                             | Jo Eun-ji                          | SBS           |                   |
| 2010 | Housewife Kim Kwang-Ja's Third Activitie                | Na Yoo-mi                          | MBC           |                   |
| 2012 | Take Care of Us, Captain                                | Acosadora escolar                  | SBS           | invitada          |
| 2012 | I Remember You                                          | Yoo Woo                            | SBS           |                   |
| 2012 | Phantom                                                 | Jung Mi-young                      | SBS           | (ep. #7–8)        |
| 2012 | Happy Ending                                            | Park Na-ri                         | JTBC          |                   |
| 2014 | Secret Door                                             | Rreina Jung-soon                   | SBS           |                   |
| 2015 | Unkind Ladies                                           | Kim Hyun-sook (joven)              | KBS2          |                   |
| 2015 | The Producers                                           | Tak Ye-jin (adolescente)           | KBS2          | (ep. #6,9)        |
| 2015 | Drama Special – Trains Don't Stop at Noryangjin Station | Jang Yoo-ha                        | KBS2          |                   |
| 2015 | Second 20s                                              | Ha No-ra (joven)                   | tvN           |                   |
| 2016 | Rickety Rackety Family                                  | Jung Na-mi                         | Naver TV Cast |                   |
| 2016 | Secrets Of Women                                        | Byun Mi-rae                        | KBS2          |                   |
| 2017 | Good Manager                                            | Lee Min-ji                         | KBS2          |                   |
| 2017 | School 2017                                             | Hwang Young-gun                    | KBS2          |                   |
| 2019 | Search: WWW                                             | Hong Yoo-jin (Jennie)              | tvN           |                   |
| 2020 | The King: The Eternal Monarch                           | Guardaespaldas / Jang Yeon-ji      | SBS TV        | (ep. 1, 4, 7, 8)  |
| 2022 | Estamos muertos                                         | Jang Ha-ri                         | Netflix       | [ 3 ]             |
| 2023 | My Lovely Boxer                                         | Jeong Su-yeon                      | KBS2          | [ 4 ] [ 5 ] [ 6 ] |

### Películas
| Año  | Título                 | Rol                       |
| ---- | ---------------------- | ------------------------- |
| 2000 | Asako in Ruby Shoes    | sobrina de Woo-in         |
| 2002 | Ardor                  | Soo-jin                   |
| 2003 | A Man Who Went to Mars | So-hee (joven)            |
| 2003 | Reversal of Fortune    | niña en el parque (cameo) |
| 2005 | The Rainy Day          | hija de Soo-jin           |
| 2010 | I Saw the Devil        | colegiala                 |
| 2011 | Sunny                  | Ye-bin                    |

### Espectáculos de variedades
| Año  | Título                             | Red | Notas             |
| ---- | ---------------------------------- | --- | ----------------- |
| 2022 | Knowing Brothers (Ask Us Anything) |     | invitada          |
|      | Ding Dong Dang Kindergarten        | EBS |                   |
| 2002 | Comedy House                       | MBC | Sketch: "Bong-Ja" |